# Dąbrowa (gromada w powiecie garwolińskim)
Dąbrowa – dawna gromada, czyli najmniejsza jednostka podziału terytorialnego Polskiej Rzeczypospolitej Ludowej w latach 1954–1972.
Gromady, z gromadzkimi radami narodowymi (GRN) jako organami władzy najniższego stopnia na wsi, funkcjonowały od reformy reorganizującej administrację wiejską przeprowadzonej jesienią 1954 do momentu ich zniesienia z dniem 1 stycznia 1973, tym samym wypierając organizację gminną w latach 1954–1972.
Gromadę Dąbrowa z siedzibą GRN w Dąbrowie utworzono – jako jedną z 8759 gromad na obszarze Polski – w powiecie garwolińskim w woj. warszawskim, na mocy uchwały nr VI/10/2/54 WRN w Warszawie z dnia 5 października 1954. W skład jednostki weszły obszary dotychczasowych gromad Wola Łaskarzewska, Sosninka i Dąbrowa oraz wieś Wanaty, kolonia Dąbrowa i osada szkolna Dąbrowa z dotychczasowej gromady Wanaty ze zniesionej gminy Łaskarzew, a także obszar dotychczasowej gromady Lewików ze zniesionej gminy Podłęż, w tymże powiecie. Dla gromady ustalono 12 członków gromadzkiej rady narodowej.
29 lutego 1956 z gromady Dąbrowa wyłączono wieś Sośninka włączając ją do gromady Łaskarzew w tymże powiecie.
Gromadę zniesiono 31 grudnia 1959, a jej obszar włączono do gromady Łaskarzew-Osada w tymże powiecie.